# Gallia Club Oranais
Pour les articles homonymes, voir Gallia Club et GCO.
Le Gallia Club Oranais (en arabe : نادي غالية وهران), également connu sous le nom de Gallia Club d'Oran ou encore GC Oran ou GCO, est un ancien club algérien omnisports amateur fondé le 7 janvier 1906 et disparu en 1962, et basé dans la ville d'Oran.

## Histoire
Le club a été fondé par des colons européens d'Oran le 7 janvier 1906. La première section créée fut celle du football. Le club a disparu en 1962 avec l'indépendance d'Algérie et le départ des colons européens.

## Sections sportives

### Football

#### Palmarès
| Compétitions nationales | Compétitions internationales |
| --- | --- |
| - Championnat d'Oranie (DH) (2) - Champion : 1932, 1936 - Vice-champion : 1924, 1942 - Coupe d'Oranie (1) - Vainqueur : 1930 - Finaliste : 1925, 1952 | - Ligue des champions de l'ULNA (1) - Vainqueur : 1936 - Finaliste : 1932 - Supercoupe de l'ULNA (1) - Vainqueur : 1936 - Finaliste : 1935 |

#### Classement en championnat d'Oranie par année
- 1920-21 : Division d'Honneur, ?e
- 1921-22 : Division d'Honneur, ?e
- 1922-23 : Division d'Honneur, ?e
- 1923-24 : Division d'Honneur, ?e
- 1924-25 : Division d'Honneur, ?e
- 1925-26 : Division d'Honneur, ?e
- 1926-27 : Division d'Honneur, ?e
- 1927-28 : Division d'Honneur, ?e
- 1928-29 : Division d'Honneur, ?e
- 1929-30 : Division d'Honneur, ?e
- 1930-31 : Division d'Honneur, ?e
- 1931-32 : Division d'Honneur, 1re Champion
- 1932-33 : Division d'Honneur, ?e
- 1933-34 : Division d'Honneur, ?e
- 1934-35 : Division d'Honneur, ?e
- 1935-36 : Division d'Honneur, 1re Champion
- 1936-37 : Division d'Honneur, ?e
- 1937-38 : Division d'Honneur, ?e
- 1938-39 : Division d'Honneur, ?e
- 1939-40 : Division d'Honneur, ?e
- 1940-41 : Division d'Honneur, ?e
- 1941-42 : Division d'Honneur, ?e
- 1942-43 : Division d'Honneur, ?e
- 1943-44 : Division d'Honneur, ?e
- 1944-45 : Division d'Honneur, ?e
- 1945-46 : Division d'Honneur, ?e
- 1946-47 : Division d'Honneur, ?e
- 1947-48 : Division d'Honneur, ?e
- 1948-49 : Division d'Honneur, ?e
- 1949-50 : Division d'Honneur, ?e
- 1950-51 : Division d'Honneur, 6e
- 1951-52 : Division d'Honneur, 4e
- 1952-53 : Division d'Honneur, 6e
- 1953-54 : Division d'Honneur, 4e
- 1954-55 : Division d'Honneur, 4e
- 1955-56 : Division d'Honneur, ?e
- 1956-57 : Division d'Honneur, ?e
- 1957-58 : Division d'Honneur, ?e
- 1958-59 : Division d'Honneur, ?e
- 1959-60 : Division d'Honneur, ?e
- 1960-61 : Division d'Honneur, 7e
- 1961-62 : Division d'Honneur, ?e

### Natation

#### Palmares
- Coupe de Noël (1)
  - Vainqueur: 1950

## Joueurs du passé
- Charles Allé
- Paul Barnier
- Marcel Carisio
- Jean Sanchez